# Premi Empire
Els Premis Empire (en anglès: Empire Awards) són guardons a la millor producció fílmica, que s'adjudiquen anualment des de 1996 per votació popular organitzada per la revista britànica Empire, la publicació dedicada al cinema de més circulació al Regne Unit.
Els premis són patrocinats per la companyia Sony Ericsson i són molt apreciats, malgrat que no assoleixin la importància dels Oscar o els BAFTA. Com que són determinats per la votació del públic, la tendència és que els guanyin els films més populars abans que les pel·lícules amb més mèrit artístic. La cerimònia en la qual es donen a conèixer i es lliuren els premis és transmesa en viu pel canal de pel·lícules SKY.

## Categories premiades
- Millor actor britànic.
- Millor actriu britànica.
- Millor pel·lícula britànica.
- Millor debutant.
- Millor actor.
- Millor actriu.
- Millor director.
- Millor pel·lícula.
- Premi a la trajectòria.
- Millor director britànic (1997-2001)
- Premi a la inspiració (1997, 1999, 2001, 2002)
- Premi a l'obra mestra (1999, 2000)
- Premi especial a la contribució al cinema (2000)
- Premi a la independència d'esperit (des de 2002)
- Premi Sony Ericsson al millor escenari (des de 2003)